# Південне Задунав'я
Південне Задунав'я (угор. Dél Dunántúl) — статистичний (NUTS 2) регіон Угорщини. Належить до вищого регіону Задунав'я (NUTS 1). Охоплює округи Шомодь, Толна та Бараня. Адміністративний центр — Печ.